# Congrès international fasciste de Montreux

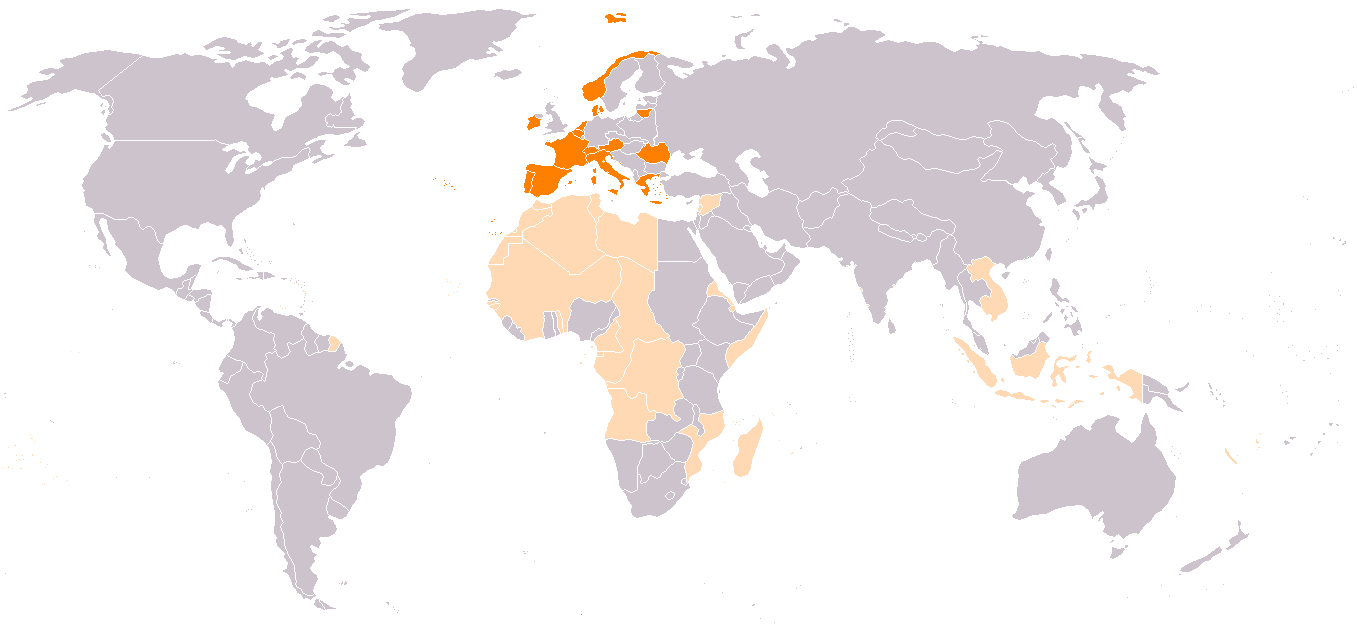
Pays ayant participé à la Conférence de Monteux de 1934.

Le Congrès international fasciste fut une rencontre de plusieurs députés européens appartenant à des organisations fascistes.
Ce congrès eut lieu les 16 et 17 décembre 1934 à Montreux en Suisse. Elle fut organisée et présidée par le Comitati d'Azione per l'Universalita di Roma (CAUR).

## Contexte
Le CAUR fut un réseau créé en 1933 par le régime fasciste de Benito Mussolini. Le directeur du CAUR était Eugenio Coselschi et son objectif déclaré était d'agir comme un réseau pour l'Internationale Fasciste. Les principaux obstacles surgirent lors de la tentative de l'organisation à objectiver un "fascisme universel" et à déterminer les critères qu'une organisation devait remplir pour être qualifiée de "fasciste". Néanmoins, en avril 1934, le réseau avait identifié des mouvements "fascistes" dans 39 pays (dans tous les pays d'Europe sauf la Yougoslavie, les États-Unis, le Canada, l'Australie, l'Afrique du Sud, 5 pays asiatiques et 6 d'Amérique latine). Des mésententes surgirent sur les questions du racisme, de l'antisémitisme, du corporatisme et de la structure de l'État en raison des points de vue parfois divergents entre organisations.

## Participants
Le premier congrès du CAUR fut organisé à Montreux le 16 décembre 1934. Les représentants d'organisations fascistes de 13 pays européens y participèrent dont Ion Mota de la Garde de Fer roumaine, Vidkun Quisling du Nasjonal Samling norvégien, Georgios Mercouris du parti national-socialiste grec, Ernesto Giménez Cabalerro des Phalanges espagnoles, Eoin O'Duffy des Chemises bleues irlandaises (Army Comrades Association), Marcel Bucard du Mouvement franciste français, des représentants du Tautininkai lituanien, du Portugais Acção Escolar Vanguarda (avec le statut d'observateur; dirigé par António Eça de Queiroz, fils de l'écrivain Eça de Queiroz et futur chef de l'Emissora Nacional, la radio nationale portugaise) ainsi que des délégations provenant d'Autriche, de Belgique, du Danemark, de Grèce, des Pays-Bas et de Suisse.
Les représentants de l'Allemagne nazie brillèrent par leur absence. Le congrès avait lieu seulement 6 mois après l'assassinat du chancelier autrichien Engelbert Dollfuss par des agents nazis et mena à une crise diplomatique entre l'Allemagne et l'Italie. De même, Mussolini n'autorisa pas la participation d'un représentant officiel du parti fasciste italien, apparemment, afin de voir le résultat du congrès avant d'y accorder un quelconque soutien officiel. José Antonio Primo de Rivera, bien qu'autorisant aux membres de la phalange d'y participer, déclara que celle-ci ne serait pas représentée comme organisation car elle n'était pas un mouvement "fasciste". Parmi les absences remarquées, l'on note Ernst Rüdiger Starhemberg et la British Union of Fascists.

## Débats
Dès le début, le congrès fut marqué par de graves désaccords entre les participants. Coselschi, agissant en tant que président du congrès, affronta Quisling sur l'importance de l'Allemagne nazie dans le fascisme international. Mota, soutenu par les délégations danoise et suisse, créa une faille en soulignant l'importance centrale de l'antisémitisme pour les mouvements fascistes, s'opposant ainsi à Coselschi et O'Duffy. La Garde de Fer roumaine exprima la nécessité que la "race" soit un composant intégral du fascisme.
Au sujet de l'antisémitisme, de nombreuses résolutions de compromis furent adoptées. Celles-ci déclarent notamment que : La question juive ne doit pas être transformée en une campagne de haine universelle contre les Juifs mais également que Considérant que dans de nombreux pays, certains groupes de Juifs se sont installés depuis un certain temps, exerçant de manière ouverte et occulte une influence injurieuse dans les intérêts matériels et moraux du pays hôte, la création d'une sorte d'état dans l'état, profitant de tous les avantages et refusant tous les devoirs, considérant qu'ils sont susceptibles de fournir un appui aux éléments de la révolution communiste internationale qui serait destructeur pour l'idée du patriotisme et la civilisation chrétienne, le congrès dénonce l'action néfaste de ces éléments et est prêt à les combattre.
Les délégués au congrès déclarèrent également unanimement leur opposition au communisme et à la IIIe Internationale.

## Résultats
Un second et dernier colloque eut lieu à Montreux en avril 1935. José Antonio Primo de Rivera fit, à cette occasion, une brève apparition et en profita pour exprimer sa sympathie au mouvement tout en précisant que l'Espagne n'était pas prête à participer à l'entreprise internationale fasciste car son mouvement était estrictamente nacional (strictement national).
Le congrès ne fut pas capable de combler le fossé entre les participants qui proposèrent d'atteindre l'intégration nationale par une politique socio-économique corporative et favoriserait un système basé sur les races. La prétention à un 'Fascisme international' ne pouvait survivre à cette fracture et le mouvement n'atteignit jamais son but de contrebalancer l'internationale communiste.
Le CAUR ne reçu jamais l'approbation officielle du Parti fasciste italien ou des Phalanges espagnoles. Il fut incapable de présenter une définition communément admise de ce qu'était le "fascisme" et d'unir les plus importants partis fascistes dans un mouvement international.

## Membres

### Membres à part entière
| Pays     | Nom                                            | Abréviation | Chef                      | Gouvernement         |
| -------- | ---------------------------------------------- | ----------- | ------------------------- | -------------------- |
| Autriche | Front patriotique                              | VF          | Ernst Rüdiger Starhemberg | dans le gouvernement |
| Belgique | Légion Nationale                               | LN          | Paul Hoornaert            | dans l'opposition    |
| Belgique | Verdinaso                                      | VERDINASO   | Joris Van Severen         | dans l'opposition    |
| France   | Mouvement franciste                            | MF          | Marcel Bucard             | dans l'opposition    |
| Grèce    | Parti national-socialiste grec                 | EESK        | George S. Mercouris       | dans l'opposition    |
| Grèce    | Union nationale de Grèce                       | EEE         | Georgios Kosmidis         | dans l'opposition    |
| Irlande  | National Corporate Party                       | PNC         | Eoin O'Duffy              | l'opposition         |
| Lituanie | Loups de Fer                                   | GV          | Augustinas Voldemaras     | N/A                  |
| Pays-Bas | Mouvement national-socialiste aux Pays-Bas     | NSB         | Anton Mussert             | dans l'opposition    |
| Pays-Bas | Algemeene Nederlandsche Fascisten Bond         | ANFB        | Jan Baars                 | dans l'opposition    |
| Roumanie | Garde de fer                                   | GF          | Ion Moța                  | dans l'opposition    |
| Suisse   | Union nationale                                | UN          | Georges Oltramare         | Pas de mandat        |
| Suisse   | Front national                                 | NF          | Rolf Henne                | Pas de mandat        |
| Espagne  | Ernesto Giménez Caballero (Phalange espagnole) | N/A         | N/A                       | dans l'opposition    |

### Membres observateurs
| Pays     | Nom                     | Abréviation    | Chef                         | Gouvernement         |
| -------- | ----------------------- | -------------- | ---------------------------- | -------------------- |
| Italie   | Parti national fasciste | PNF            | Benito Mussolini             | dans le gouvernement |
| Portugal | Union nationale         | UN             | António de Oliveira Salazar  | dans le gouvernement |
| Espagne  | Phalange espagnole      | FE de las JONS | José Antonio Primo de Rivera | dans l'opposition    |

## Source
- (en) Cet article est partiellement ou en totalité issu de l’article de Wikipédia en anglais intitulé « 1934 Montreux Fascist conference » (voir la liste des auteurs).